# Jüdischer Friedhof (Brașov)
Koordinaten: 45° 39′ 6,4″ N, 25° 34′ 55,6″ O

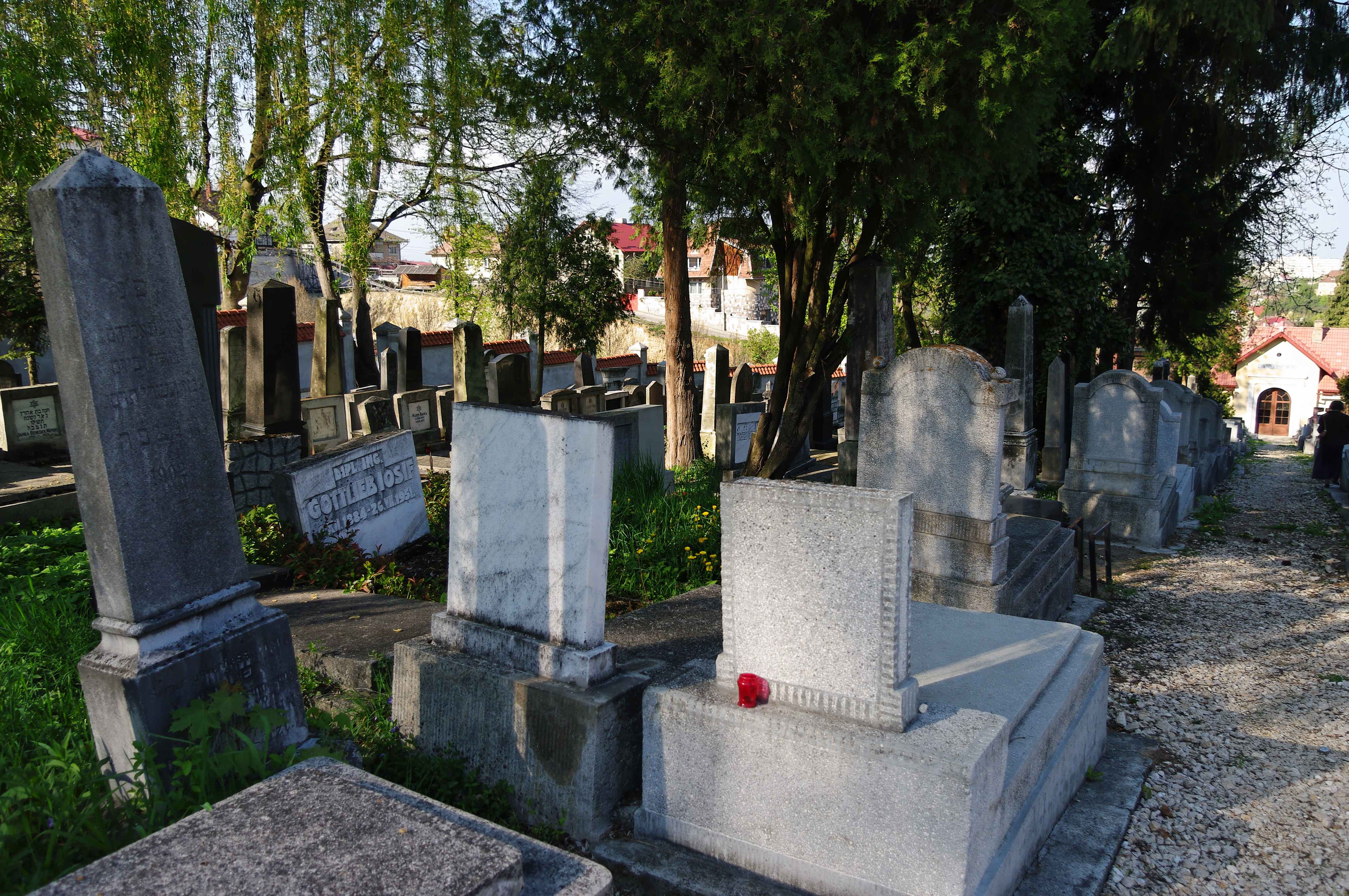
Jüdischer Friedhof Brașov (2009)

Der Jüdische Friedhof Brașov liegt in Brașov (deutsch Kronstadt), einer Großstadt im Kreis Brașov in Zentralrumänien. Auf dem jüdischen Friedhof sind zahlreiche gut erhaltene Grabsteine vorhanden.